# Мала Ровиница
Мала Ровиница (рум. Rovinița Mică) насеље је у Румунији у округу Тимиш у општини Дента. Oпштина се налази на надморској висини од 100 m.

## Становништво
Према подацима из 2021. године у насељу је живело 3 становника.